# Hilder Colón
Hilder Jobany Colón Alvarez (Puerto Cortés, 6 aprile 1989) è un calciatore honduregno, difensore del CD Victoria.

## Carriera

### Club
Ha iniziato a giocare a calcio nel Real España, squadra della massima serie honduregna, con la cui maglia ha debuttato in prima squadra nel 2010; rimane in squadra fino al 2014, anno in cui si trasferisce al Victoria.

### Nazionale
Nel 2011 inizia a giocare in Under-23, per un totale di 6 presenze senza reti. Partecipa ai Giochi Olimpici di Londra 2012, nei quali ha esordito il 26 luglio nella partita pareggiata per 2-2 contro il Marocco.

## Palmarès

### Club

#### Competizioni nazionali
- Campionato honduregno: 1

Real España: 2010-2011